# Liste der Kardinalpriester von Santa Maria degli Angeli e dei Martiri
Folgende Kardinäle waren Kardinalpriester von Santa Maria degli Angeli e dei Martiri (lat. Titulus Sanctae Mariae Angelorum in Thermis):
- Giovanni Antonio Serbelloni (1565–1570)
- Prospero Santacroce (1570–1574)
- Giovanni Francesco Commendone (1574–1584)
- Simeone Tagliavia d’Aragona (1585–1592)
- Federico Borromeo (1593–1631)
- Ernst Adalbert von Harrach (1632–1644)
- Marzio Ginetti (1644–1646)
- Niccolò Albergati-Ludovisi (1646–1666)
- Virginio Orsini (1666–1667)
- Antonio Bichi (1667–1687)
- Raimondo Capizucchi OP (1687–1691)
- Étienne Le Camus (1691–1707)
- Giuseppe Vallemani (1707–1725)
- Melchior de Polignac (1726–1741)
- Camillo Cibo (1741–1743)
- Giovanni Battista Spinola (1743–1751)
- Girolamo de Bardi (1753–1761)
- Filippo Acciajuoli (1761–1766)
- Giovanni Ottavio Bufalini (1766–1782)
- Guglielmo Pallotta (1782–1795)
- Ignazio Busca (1795–1803)
- Filippo Casoni (1804–1811)
- vakant (1811–1816)
- Giuseppe Morozzo Della Rocca (1816–1842)
- Mario Mattei (1842–1844)
- Domenico Carafa della Spina di Traetto (1844–1879)
- Lajos Haynald (1879–1891)
- Anton Josef Gruscha (1891–1911)
- Gennaro Granito Pignatelli di Belmonte (1911–1915)
- Alfonso Maria Mistrangelo SchP (1915–1930)
- Jean-Marie-Rodrigue Villeneuve OMI (1933–1947)
- vakant (1947–1953)
- Paul-Émile Léger PSS (1953–1991)
- William Henry Keeler (1994–2017)
- Anders Arborelius OCD (seit 2017)